# Inulosucrasi
La inulosucrasi è un enzima appartenente alla classe delle transferasi, che catalizza la seguente reazione:
saccarosio + (2,1-β-D-fruttosile)n ⇄ glucosio + (2,1-β-D-fruttosile)n+1
L'enzima converte il saccarosio in inulina e D-glucosio. Alcuni altri zuccheri possono agire come accettori di D-fruttosile.